# Rossia bullisi
Rossia bullisi е вид главоного от семейство Sepiolidae.

## Разпространение и местообитание
Видът е разпространен в Куба, Мексико и САЩ (Алабама, Луизиана, Тексас и Флорида).
Обитава океани и заливи в райони с тропически климат. Среща се на дълбочина от 347 до 527 m, при температура на водата около 10 °C и соленост 35,2 ‰.